# Овражный (Ставропольский край)
Овра́жный — посёлок в Андроповском районе (муниципальном округе) Ставропольского края России.

## Географическое положение
Расстояние до краевого центра: 42 км.
Расстояние до районного центра: 50 км.

## История
На 1 марта 1966 года посёлок входил в состав Новоянкульского сельсовета Александровского района с центром в посёлке Новый Янкуль:7.
В 1972 году Указом Президиума ВС РСФСР посёлок фермы № 3 совхоза «Янкульский» переименован в Овражный.
На 1 января 1983 года посёлок числился в составе Новоянкульского сельсовета Курсавского района Ставропольского края:17.
До 16 марта 2020 года Овражный входил в упразднённый Новоянкульский сельсовет Андроповского района.

## Население
| 1989 | 2002 | 2010 | 2011 | 2014 |
| ---- | ---- | ---- | ---- | ---- |
| 382  | ↘274 | ↘215 | ↘203 | ↘200 |

По данным переписи 2002 года в национальной структуре населения русские составляли 43 %, даргинцы — 29 %.

## Инфраструктура
Фельдшерско-акушерский пункт
Уличная сеть в посёлке включает 10 улиц. 
Около Овражного находится общественное открытое кладбище площадью 2500 м².